# Paramount Networks EMEAA
A Paramount Networks EMEAA, Middle East, Africa & Asia (EMEAA) (anteriormente MTV Networks Europe e Viacom International Media Networks Europe e ViacomCBS Networks EMEAA) é uma divisão da Paramount International Networks, uma subsidiária da Paramount Media Networks.
A Paramount Networks EMEAA inclui os canais de entretenimento MTV, Nickelodeon, Comedy Central e Game One. Anteriormente, incluía também o a versão europeia do VH1. A Viacom International Media Networks Europe é sediada em Madri (anteriormente, era em Londres e Varsóvia), além de acolher um número de escritórios locais em toda a Europa: Paris, Estocolmo, Dublin, Praga, etc.
A Paramount Networks EMEAA lançou o seu primeiro canal, a MTV Europe, em 1 de agosto de 1987 em Amsterdã, com a sua principal sede em Londres. O processo de regionalização dos canais da MTV Europa começou em março de 1997, com o lançamento da MTV Alemanha, estando em acentuado retrocesso desde a década de 2010. Hoje, a MTV continua a ser a marca mais popular da Paramount Networks EMEAA, atingindo mais de 218.186.000 milhões de casas de toda a Europa.

## Divisões da Paramount Networks EMEAA
- Paramount Networks International UK, Ireland, Australia, Central Eastern Europe and International Content Distribution Esta divisão serve o Reino Unido, Irlanda, Austrália, Nova Zelândia, Rússia, Israel, Hungria e Europa Central e Oriental.

- Paramount International Networks Northern Europe [2]

Opera na Alemanha, Áustria, Suíça, Suécia, Noruega, Finlândia e Dinamarca, e na Holanda e Flandres.
- Paramount International Networks Southern Europe, Africa and Middle East

Servindo a França, a Itália, Espanha, Portugal, Grécia e Turquia.
- Paramount International Networks Polska

Administra as operações na Polônia.

## Paramount Media Networks Brands
- MTV
- Comedy Central
- Nickelodeon

## Canais

### MTV
- Alemanha (1997-presente)
- Ch̟équia (2009-2013)
- Dinamarca (2005-2019)
- Finlândia (2005-2019)
- França, Valônia & Suíça romanda (2000-presente)
- Hungria (2007-2013/2017-2022)
- Israel (2011-presente)
- Itália (1997-presente)
- Noruega (2005-2019)
- Países Baixos e Flandres (2000-presente)
- Polônia  (2000-presente)
- Portugal  (2003-presente)
- Rússia, Armênia, Azerbeijão, Bielorrúsia, Cazaquistão, Geórgia, Mongólia, Quirguistão,Tajiquistão, Uzbequistão (1998-2022)
- Espanha  (2000-presente)
- Suécia (2005-2019)
- Suíça alemã (2008-2022)
- Reino Unido (1997-presente)
- Índia (1996-presente)
- Japão (1993-presente)
- Taiwan, Hong Kong, Indonésia, Singapura (1995-presente)

### VH1
- Dinamarca (2008-2024)
- VH1 Europe (1995-2021)

### Nickelodeon
- África
- Central & Leste Europeu
- Croácia
- Europa
- França, Valônia & Suíça romanda
- Alemanha & Áustria
- Grécia
- Hungria
- Israel
- Itália
- Holanda & Flandres
- Escandinávia
- Polônia
- Portugal
- Romênia
- Rússia
- Espanha
- Sérvia
- Suécia
- Suíça
- Turquia
- Ucrânia
- Reino Unido & Irlanda
- Ásia
- Coreia do Sul

### Comedy Central
- Adria
  - Comedy Central Extra Adria
- Alemanha, Áustria e Suíça
- Espanha
- Itália
- Israel
- Hungria
- Holanda
  - Comedy Central Extra Holanda
- Polônia
  - Comedy Central Family Polônia
- Reino Unido e Irlanda
  - Comedy Central Extra Reino Unido & Irlanda

### Paramount Comedy
- Rússia
- Ucrânia

### Canais adicionais
Pan-regionais
- MTV 80s
- MTV 90s
- MTV 00s
- MTV Live
- MTV Hits Europa
- Paramount Network

Itália
- MTV Music
- Nick Jr.
- Super!

Grécia
- Nickelodeon Plus

África
- MTV Base África

Portugal
- Nick+ (on demand)
- Nick Jr.

França
- Nickelodeon Junior
- Game One
- Nickelodeon Teen
- MTV Hits
- BET
- J-One
- Game One Music HD

Reino Unido & Irlanda
- MTV Music
- MTV Classic
- MTV Base
- MTV Hits
- Nick Jr.
- Nick Jr. Too
- Nicktoons
- Channel 5
- 5Star
- 5USA
- 5Select
- 5Action
- Milkshake! (on demand)
- CBS Drama
- CBS Europa
- CBS Reality
- CBS Justice
- Horror Channel
- Smithsonian Channel

Espanha
- Nick Jr.

Coreia do Sul
- SBS MTV

### Canais de alta definição
- MTV Live - Disponível em toda Europa e América Latina, além de parte da Ásia.
- Nickelodeon HD - Disponível em toda a Europa.
- Comedy Central HD - Disponível na Holanda e Reino Unido & Irlanda.
- MTV HD - Disponível na Alemanha, Itália, Portugal, Holanda e Reino Unido & Irlanda.

### Extintos
- M2 (substituído pela MTV2 em 2002)
- XXXX (substituído por MTV Flux na Itália)
- MTV Extra (substituído com MTV Hits em 2001)
- VH1 Alemanha (substituído pela MTV2 Pop em 2001)
- MTV2 Pop (substituído por Nickelodeon Alemanha em 2005)
- MTV Classic Polônia (substituído por VH1 Polônia em 1º de dezembro de 2005)
- VH2 (substituído por MTV Flux em 2006)
- MTV Flux (substituído por MTV One +1 em 1º de fevereiro de 2008)
- QOOB (originalmente transmitido na Itália, fechou em janeiro de 2009, ressuscitado em abril de 2009, fechou novamente em 2010.)
- MTV Pulse Itália (substituído por MTV Dance em 10 de janeiro de 2011)
- MTV Brand New Itália (substituído por MTV Rocks em 10 de janeiro de 2011)
- TMF Flandres (extinto em 1 de novembro de 2015)
- TMF Reino Unido e Irlanda (substituido pelo Viva em 26 de outubro de 2009)
- MTV Estônia (substituído pela MTV Europe em 18 de novembro de 2009)
- MTV Lituânia e Letônia (substituído pela MTV Europe em 18 de novembro de 2009)
- VH1 Rússia (substituído por VH1 Europa em 1º de junho de 2010)
- TMF Live HD (extinto em 31 de julho de 2010)
- MTV Turquia (substituído pela MTV Europa em 31 de janeiro de 2011)
- TMF Países Baixos (extinto em 1° de setembro de 2011)
- TMF Dance (extinto em 1° de setembro de 2011)
- TMF NL (extinto em 1° de setembro de 2011)
- TMF Pure (extinto em 1° de setembro de 2011)
- MTV Ucrânia (substituído pelo Zoom em 31 de maio de 2013)
- MTV Oriente Médio (extinto em 5 de janeiro de 2015)
- VH1 Adria (substituído por VH1 Europa em 1° de fevereiro de 2015)
- MTV Classic Itália (extinto em 31 de julho de 2015)
- MTV Base França (substituído por MTV Hits França em 17 de novembro de 2015)
- MTV Idol (substituído por MTV Hits França em 17 de novembro de 2015)
- MTV Pulse França (substituído por MTV Hits França em 17 de novembro de 2015)
- MTV Grécia (substituído por Rise em 11 de janeiro de 2016)
- MTV Adria (substituído pela MTV Europa em 31 de dezembro de 2017)
- Viva Reino Unido e Irlanda (extinto em 31 de janeiro de 2018)
- Comedy Central Family Holanda (extinto em 31 de maio de 2018)
- Comedy Central Suécia (substituído por Paramount Network em 15 de janeiro de 2019)
- MTV Romênia (substituído pela MTV Europa em 1° de março de 2019)
- VH1 Reino Unido & Irlanda (extinto em 7 de janeiro de 2020)
- VH1 Polônia (substutuído por VH1 Europa em 3 de março de 2020)
- MTV Dance (trocou de nome para Club MTV em 1 de Junho de 2020, mas o canal manteve-se igual)
- MTV Hits Itália (extinto em 2 de julho de 2020)
- Club MTV Reino Unido e Irlanda (extinto em 20 de julho de 2020)
- MTV OMG (extinto em 20 de julho de 2020)
- MTV Rocks Reino Unido e Irlanda (extinto em 20 de julho de 2020)
- MTV Rocks (substituído por MTV 90s em 5 de outubro de 2020)
- VH1 Classic Europe (substituído por MTV 80s em 5 de outubro de 2020)
- MTV Brand New Alemanha (extino em 6 de janeiro de 2021)
- MTV Brand New Holanda (extinto em 1° de fevereiro de 2021)
- MTV Nórdico (originalmente lançado em 5 de junho em 1998, foi extinto em 17 de setembro de 2005, sendo relançado em 22 de fevereiro de 2019 e substituído pela MTV Europa em 1° de fevereiro de 2021)
- BET International (extinto em 8 de abril de 2021)
- MTV Music 24 (substituído por MTV 90s nos Países Baixos e extinto em 1 de junho de 2021)
- VH1 Europe (substituído por MTV 00s em 2 de Agosto de 2021)
- Spike Itália (extinto em 17 de janeiro de 2022)
- Paramount Network Itália (extinto em 17 de janeiro de 2022)
- VH1 Oriente Médio
- VH1 Romênia
- Spike Rússia
- Kindernet
- Nicktoonsters
- MTV Asia (substituído por MTV Live na Malásia e por MTV 90s nos outros países em 1 de setembro de 2022)
- VH1 Itália (substituído pela versão local do MTV Music a 7 de Janeiro de 2024)
- VH1 Dinamarca (substituído pelo NickMusic na região a 1 de Abril de 2024)